# دهستان ده محمد
دهستان ده محمد، یکی از دهستان‌های بخش مرکزی شهرستان عشق‌آباد در استان خراسان جنوبی ایران است. مرکز این دهستان، روستای ده محمد است.

## جمعیت
بر پایه سرشماری عمومی نفوس و مسکن در سال ۱۳۹۵، جمعیت دهستان ده محمد برابر با ۱٬۱۳۷ نفر بوده است.